# 白尾山 (静岡県)
白尾山（しらおさん）は、静岡県富士宮市にある標高240mの山である。

## 概要
白尾山の名称は、白い尾の大蛇を祀る「白尾大明神」より由来する。『神社明細書』（明治29年）では祭神に「白尾神」とある。元は麓に位置する大泉寺境内にあったものが台風で崩壊したというので、当地へ移転したという。しかし昭和になり白尾山が位置する野中の氏神である八幡神社が焼失した際、白尾神社を合祀して再建することとなった。現在は白尾山中腹にその白尾神社跡が残る。
富士宮市の南部に位置し、「白尾山公園」として整備されている。山部からは市街地と富士山を望むことができる。その景観の良さから、2017年に「日本夜景遺産」に指定されている。

## 白尾山公園
- ローラーすべり台（全長65m）
- すべり台
- 運動広場
- 大展望台
- 各種遊具